# Krait (CPU)
| QS-Informatik | Dieser Artikel wurde wegen inhaltlicher Mängel auf der Qualitätssicherungsseite der Redaktion Informatik eingetragen. Dies geschieht, um die Qualität der Artikel aus dem Themengebiet Informatik auf ein akzeptables Niveau zu bringen. Hilf mit, die inhaltlichen Mängel dieses Artikels zu beseitigen, und beteilige dich an der Diskussion! (+) Begründung: Wenn der Artikel so wenig erklärt, müssen umso mehr Begriffe verlinkt werden, so versteh’ ich nur Bahnhof --Olaf Studt (Diskussion) 18:56, 22. Mär. 2018 (CET) |

Krait ist ein ARM-basierter Prozessor, der im Qualcomm Snapdragon S4 und Snapdragon 400/600/800/801/805 (Krait 200, Krait 300, Krait 400 und Krait 450) enthalten ist. Er wurde 2012 als Nachfolger der CPU Scorpion eingeführt, und obwohl es architektonische Ähnlichkeiten aufweist, ist Krait kein Cortex-A15-Kern, sondern wurde selbst entwickelt.

## Überblick
- 11-stufige Ganzzahl-Pipeline[2] mit 3-Wege-Dekodierung, 4-Wege Out-of-Order Execution, Speculative execution und Superskalarität
- Gleitkommaeinheit Pipeline-VFPv4 und 128 Bit breites NEON (SIMD)[4]
- 7 Ausführungsports[2]
- 4 KB + 4 KB direkt gemappter L0-Cache
- 16 KB + 16 KB 4-fach gesetzter assoziativer L1-Cache
- 1 MB (Dual-Core) oder 2 MB (Quad-Core) 8-fach set-assoziativer L2-Cache
- Dual- oder Quad-Core-Konfigurationen
- Leistung  (DMIPS/MHz):
  - Krait 200: 3.3 (28 nm LP)
  - Krait 300: 3.39 (28 nm LP)[5]
  - Krait 400: 3.39 (28 nm HPm)
  - Krait 450: 3.51 (28 nm HPm)